# Dicrania fasciculata
Dicrania fasciculata är en skalbaggsart som beskrevs av Blanchard 1850. Dicrania fasciculata ingår i släktet Dicrania och familjen Melolonthidae. Inga underarter finns listade i Catalogue of Life.